# Leangen Station
Leangen Station (Leangen stasjon) er en jernbanestation på Nordlandsbanen, der ligger i bydelen Leangen i det østlige Trondheim i Norge. Den er desuden endestation for Stavne–Leangenbanen fra Marienborg på Dovrebanen. Stationen består af flere spor, to perroner, et læskur og en tidligere stationsbygning i gulmalet træ. Stationen betjener industriområder og nærliggende boligområder i Leangen, samt de store indkøbscentre Lade Arena og Sirkus Shopping, der ligger på hver sin side af stationen.
Stationen åbnede som holdeplads 1. maj 1882. Den var oprindeligt en del af Meråkerbanen fra Trondheim til Storlien i Sverige, der var taget i brug året før. Den blev opgraderet til station i 1910. Den blev fjernstyret 11. januar 1976 og gjort ubemandet 3. juni 1984. 6. januar 2008 overgik strækningen mellem Trondheim og Hell, hvor stationen ligger, formelt fra Meråkerbanen til Nordlandsbanen.
Den første stationsbygning blev opført til åbningen i 1882 efter tegninger af Peter Andreas Blix men er nu revet ned. Den anden blev opført i 1944 efter tegninger af NSB Arkitektkontor.
Tidligere var der et langt sidespor fra stationen til virksomheder langs med Haakon VIIs gate og i Lade. Sporet blev nedlagt i 1995 på grund af manglende vedligeholdelse og økonomisk støtte fra de forskellige virksomheder. Der var stor trafik på sidesporet, og stationen blev derfor udstyret med en række opstillingsspor. De findes stadig pr. 2018 men bruges sjældent.
Leangen Station skal flyttes længere mod vest, så der bliver bedre overgangsmuligheder til den øvrige kollektive trafik i området, især det nye Metrobuss-system. Arbejdet med den nye station startede 1. september 2018 og skal være færdig 1. august 2019. Den nye station kommer til at bestå af to spor med en øperron. En vej bliver ført på tværs på en bro over perronen. Der bliver trappehuse med elevatorer på hver side af broen, og på selve broen bliver der busstoppesteder.